# Pojutrze
Pojutrze (ang. The Day After Tomorrow) – film katastroficzny/fantastycznonaukowy w reżyserii Rolanda Emmericha wydany w 2004 roku. Opowiada on o bardzo szybkich zmianach klimatu, które są powodowane przez bezmyślność człowieka. Główną postacią jest klimatolog Jack Hall, który już na konferencji państw uprzemysłowionych ostrzega, że poważne zmiany klimatyczne na Ziemi mogą zajść w przeciągu najbliższych 100–1000 lat, lecz zmiany te następują już teraz.
Zdjęcia do filmu ruszyły 7 listopada 2002 roku. Kręcono je m.in. w Montrealu, Toronto, Nowym Jorku, Los Angeles i Tokio.

## Opis fabuły
Znany klimatolog Jack Hall (Dennis Quaid) prowadzi badania na Antarktydzie i jest świadkiem oderwania się gigantycznego lodowca. Na międzynarodowej konferencji dotyczącej zmian klimatu w New Delhi (gdzie właśnie zanotowano opady śniegu) apeluje do polityków, aby rozpoczęto długofalowe działania w celu zmniejszenia zachodzącego właśnie procesu klimatycznego. Tymczasem w centrum klimatycznym w Szkocji kilka czujników położonych na Oceanie Atlantyckim wskazuje obniżenie temperatury oceanu o 13 °C. W międzyczasie w Tokio zaczyna padać grad wielkości grejpfrutów, astronauci ze stacji kosmicznej zauważają ogromne skupiska chmur nad Ziemią, przez Nowy Jork przelatują uciekające na południe stada ptaków, Los Angeles zostaje zniszczone przez tornada. Naukowcy z państwowego instytutu wyjaśniają, że anomalie pogodowe występują na całym świecie i cały czas się nasilają. Ma na to wpływ Prąd Północnoatlantycki, który został zmieniony przez wpłynięcie zbyt dużej ilości słodkiej wody z topniejących lodowców. W Europie następują bardzo duże opady śniegu, wojskowe śmigłowce lecące ewakuować królową brytyjską zamarzają podczas lotu. Nowy Jork zostaje zalany przez ocean. Jack Hall proponuje władzom (w tym prezydentowi USA) ewakuowanie środkowo-północnych stanów USA na południe m.in. na Florydę, do Teksasu i Meksyku. Dla mieszkańców północnych stanów jest już za późno, mieli pozostać w domu i schronić się przed nadciągającą nawałnicą. W końcu następuje nawałnica, z kształtu przypominająca cyklon tropikalny, w której w samym środku zimne powietrze z górnych warstw atmosfery bardzo szybko zstępuje na ziemię zamrażając wszystko (obniżenie temperatury następuje z prędkością 10 °C na sekundę). Po nawałnicy następuje nowa epoka lodowcowa.

## Obsada
- Dennis Quaid – profesor Jack Hall, klimatolog
- Jake Gyllenhaal – Sam Hall, syn Jacka
- Emmy Rossum – Laura, przyjaciółka Sama
- Sela Ward – dr Lucy Hall, żona Jacka